# Capitella ovincola
Capitella ovincola är en ringmaskart som beskrevs av Hartman 1947. Capitella ovincola ingår i släktet Capitella och familjen Capitellidae. Inga underarter finns listade i Catalogue of Life.